# Sourav Chatterjee
Sourav Chatterjee (Calcutá, 26 de novembro de 1979) é um matemático indiano, especialista em estatística matemática e teoria das probabilidades. Chatterjee é creditado com trabalho sobre o método de Stein em vidros de spin e também a universalidade do princípio de Lindeberg. Por estes trabalhos recebeu uma bolsa Sloan em 2007 e o Tweedie New Researcher Award em 2008 do Institute of Mathematical Statistics.

## Carreira
Chatterjee obteve um bacharelado e um mestrado em estatística no Indian Statistical Institute, Calcutá, e um Ph.D na Universidade Stanford em 2005, orientado por Persi Diaconis. Chatterjee foi para a Universidade da Califórnia em Berkeley como professor assistente visitante, recebendo em 2006 um posto de professor assistente. Em julho de 2009 tornou-se professor associado de estatística e matemática da Universidade da Califórnia em Berkeley. Em setembro de 2009 Chatterjee tornou-se professor associado do Instituto Courant de Ciências Matemáticas, Universidade de Nova Iorque. No ano acadêmico de 2012-2013 foi professor associado visitante de matemática e estatística na Universidade Stanford. Desde o outono de 2013 faz parte da faculdade da Universidade Stanford como professor pleno.
É desde janeiro de 2009 editor associado do Annals of Probability e desde janeiro de 2008 do Annales de l'Institut Henri Poincaré (B) Probabilities et Statistiques.

## Prêmio e honrarias
- 2008 Tweedie New Researcher Award, from the Institute of Mathematical Statistics.
- Sloan Research Fellowship in Mathematics, 2007-2009.
- Prêmio Rollo Davidson 2010.
- IMS Medallion Lecture, 2012.[10]
- Inaugural Wolfgang Doeblin Prize in Probability, 2012.
- Prêmio Loève 2013.
- Palestrante convidado do Congresso Internacional de Matemáticos Seul (2014: A short survey of Stein's method).[11]